# Anse Réunion FC
Anse Réunion FC is een voetbalclub uit de Seychellen. De spelen in de Seychelles League, de hoogste voetbaldivisie van de Seychellen. De club werd tot nog toe een keer landskampioen, namelijk in 2006.

## Palmares
- Seychelles League: 1

2006
- Beker van de Seychellen: 2

2002, 2012

### CAFcompetities
- CAF Champions League: 1 deelname

2007 - Voorrondes
- CAF Confederation Cup: 1 appearance

2008 - Tweede ronde
- CAF Beker der Bekerwinnaars: 1 appearance

2003 - Eerste ronde